# Marisa Park
Marisa Luisa Park (* 25. August 1991 in Alexandria, Virginia) ist eine US-amerikanisch-philippinische Fußballspielerin.

## Leben
Park wurde 1991 in Alexandria geboren und wuchs im benachbarten Great Falls, Virginia auf. Sie besuchte vier Jahre lang die Langley High School in Fairfax County und machte 2008 hier ihren High-School-Abschluss. Im Herbst 2009 schrieb sie sich für ihr Studium an der Wake Forest University ein.

## Fußball-Karriere
Park begann ihre Karriere 2005 im RFC United Team des Reston FC in Reston, Virginia und erreichte 2007 das Finale des State Cup’s. Während ihrer Zeit für den Reston FC spielte sie drei Jahre lang im Women’s Soccer Team der Langley High School, wo sie 2007 zum Most Valuable Player der Saxons gewählt wurde. Im Herbst 2009 schrieb sich Park an der Wake Forest University ein und spielte seither in 89 Spielen für das Demon Deacons Women Soccer Team.

### International
Park wurde im Herbst 2012 erstmals für die Philippinische Fußballnationalmannschaft der Frauen für den LA Viking Cup nominiert.

## Basketballkarriere
2004 spielte Park im Saxons Women Basketballteam der Langley High School.